# 切彭區
切彭區（西班牙語：Distrito de Chepén），是秘魯的一個區，位於該國西北部拉利伯塔德大區的切彭省，始建於1935年4月18日，面積287.34平方公里，海拔高度130米，2005年人口44,228，人口密度每平方公里150人。